# Loow nü e Hiire
Loow nü e Hiire (deutsch: Lobet den Herren) ist ein in den nordfriesischen Dialekten verfasstes Gesangbuch für die evangelischen Gemeinden in Nordfriesland. Es wurde im Jahr 2000 erstmals herausgegeben und ist das erste und bisher einzige Gesangbuch in friesischer Sprache. Es enthält mit 260 Kirchenliedern auf 870 Seiten etwa zwei Drittel des Umfangs des Evangelischen Gesangbuches. 
Neben deutschen Kirchenliedern wurden auch 60 Lieder aus dem Gesangbuch der Dänischen Kirche ins Nordfriesische übersetzt. So haben auch viele Lieder Grundtvigs Eingang gefunden. Viele Lieder wurden gleich in mehrere nordfriesische Dialekte übersetzt. Neben Liedern für den Gottesdienst enthält es auch liturgische Stücke, das Vaterunser und Erläuterungen zu den einzelnen Dialekten. Im Anhang sind jeweils übersetzte deutsche und dänische Lieder aufgelistet. Das Gesangbuch wird vom Nordfriisk Instituut in Bredstedt herausgegeben.  